# Lomas de San Pedro
Lomas de San Pedro es una localidad del estado mexicano de Baja California. Es parte del municipio de Tijuana. Fue fundada el 15 de julio de 2011.

## Demografía
| Censo | Población |
| ----- | --------- |
| 2020  | 6 933     |